# 黑面慶仔
《黑面慶仔》，洪醒夫所寫的短篇小說集，1978年12月25日台灣大學出版社出版。

## 內容
《黑面慶仔》一共收錄〈散戲〉、〈素芬出嫁這日〉、〈僵局〉、〈神轎〉、〈跛腳天助和他的牛〉、〈金樹坐在灶坑前〉、〈扛〉、〈黑面慶仔〉、〈人鬼遊戲〉、〈吾土〉等十篇小說。
1977年，〈黑面慶仔〉，描述主角慶仔的瘋子女兒產下村中不
1978年，〈散戲〉獲得第三屆聯合報小說獎的第二獎，被收錄部編本的國語課本，為高中國文課綱的A級選文，後由明華園與黃致凱改編成舞台劇。
1978年，〈吾土〉獲得中國時報小說優等獎。內容描寫馬水生一家，為了讓得到肺結核末期的父母生命延續，而散盡家產，把10幾甲土地都賣掉，買嗎啡給父母。最後，父母發現，土地全沒了，不願意再拖累子孫，選擇結束生命。
洪醒夫這一系列短篇作品充分反映1960、1970年代農業社會與工商社會快速變遷下，中下階層的農民面臨傳統與現代價值觀拉扯的糾葛與生活。

## 評價
因讚譽張愛玲而知名文學評論學者夏志清曾高度評價〈散戲〉，認為是不可多得的佳作。